# Preuves d'amour
Pour plus de détails, voir Fiche technique et Distribution.
Preuves d'amour (La prova d'amore) est un film dramatique italien réalisé par Tiziano Longo et sorti en 1974.

## Fiche technique
- Titre original italien : La prova d'amore[1]
- Titre français : Preuves d'amour ou La Preuve d'amour[2]
- Réalisateur : Tiziano Longo
- Scénario : Piero Regnoli
- Photographie : Franco Delli Colli (it)
- Montage : Mario Gargiulo (it)
- Musique : Stefano Liberati, Elio Maestosi
- Décors : Franco Bottari
- Costumes : Liliana Galli
- Production : Lucio Giuliani, Tiziano Longo
- Sociétés de production : Cineproduzioni Peg
- Pays de production :  Italie
- Langue originale : italien
- Format : Couleurs - 2,35:1 - Son mono - 35 mm
- Durée : 90 minutes
- Genre : Mélodrame
- Dates de sortie :
  - Italie : 13 décembre 1974
  - France : 8 mars 1978[2]

## Distribution
- Ely Galleani : Angela
- Bruno Zanin : Gianni
- Françoise Prévost : la mère d'Angela
- Stefano Amato (it) : le copain de Gianni
- Adriana Asti : la petite amie de Gianni
- Jenny Tamburi : la copine d'Angela
- Gabriele Ferzetti : le père d'Angela
- Renato Paracchi : l'oncle paternel d'Angela
- Giulio Baraghini : le père de Gianni
- Salvatore Billa : le syndicaliste
- Lamberto Carozzi :
- Massimo De Rossi :